# Castelo de Budos
O Château de Budos é um castelo em ruínas a norte da vila de Budos, no departamento de Gironde no sudoeste da França.
O castelo foi erguido no século XIV.
O Château de Budos está classificado desde 1988 como monumento histórico pelo Ministério da Cultura da França.